# Bayelsa
Bayelsa is een Nigeriaanse staat. De hoofdstad is Yenagoa, de staat heeft 2.097.241 inwoners (2007) en een oppervlakte van 10.773 km².
Bayelsa is gelegen in de Nigerdelta en wordt vooral bewoond door de Ijaw.

## Lokale bestuurseenheden
De staat is verdeeld in acht lokale bestuurseenheden (Local Government Areas of LGA's).
Dit zijn:
- Brass
- Ekeremor
- Kolokuma/Opokuma
- Nembe
- Ogbia
- Sagbama
- Southern Ijaw
- Yenagoa